# Choi Sun-Ho
Choi Sun-Ho (en coreano: 최선호; 24 de junio de 1977) es un deportista surcoreano que compitió en judo. Ganó tres medallas en el Campeonato Asiático de Judo entre los años 2003 y 2008.

## Palmarés internacional
| Campeonato Asiático | Campeonato Asiático  | Campeonato Asiático | Campeonato Asiático |
| Año                 | Lugar                | Medalla             | Categoría           |
| ------------------- | -------------------- | ------------------- | ------------------- |
| 2003                | Jeju (Corea del Sur) | Medalla de plata    | –90 kg              |
| 2007                | Kuwait (Kuwait)      | Medalla de oro      | –90 kg              |
| 2008                | Jeju (Corea del Sur) | Medalla de bronce   | –90 kg              |